# Bernard Brandt
Bernard Brandt (14 de noviembre de 1960) es un deportista suizo que compitió en esquí acrobático. Ganó una medalla de plata en el Campeonato Mundial de Esquí Acrobático de 1991, en la prueba de baches.

## Medallero internacional
| Campeonato Mundial | Campeonato Mundial           | Campeonato Mundial | Campeonato Mundial |
| Año                | Lugar                        | Medalla            | Competición        |
| ------------------ | ---------------------------- | ------------------ | ------------------ |
| 1991               | Lake Placid (Estados Unidos) | Medalla de plata   | Baches             |